# Penelope Eckert
Penelope "Penny" Eckert é uma linguista estadunidense conhecida por suas pesquisas em sociolinguística variacionista, especialmente sobre questões de linguagem e gênero. Em 2018, foi presidente da Sociedade Linguística da América. É professora da Universidade de Stanford.